# ʿAura
ʿAura (arabisch عورة, DMG ʿaura) bezeichnet im religiösen Vokabular des Islams zum einen eine Blöße, die meist mit „Scham“ übersetzt wird und die es zu verhüllen gilt. Diese Blöße kann im konkreten Sinn nackte Haut sein, die bedeckt werden muss. Das gebotene Verhüllen der Blöße wird als Satr al-ʿAura (ستر العورة) bezeichnet. Zum anderen beschreibt es im Koran noch die Schwachstellen von Häusern in Yathrib. Das Wort kann außerhalb des islamischen Vokabulars auch Fehler oder Mangelhaftigkeit bedeuten.

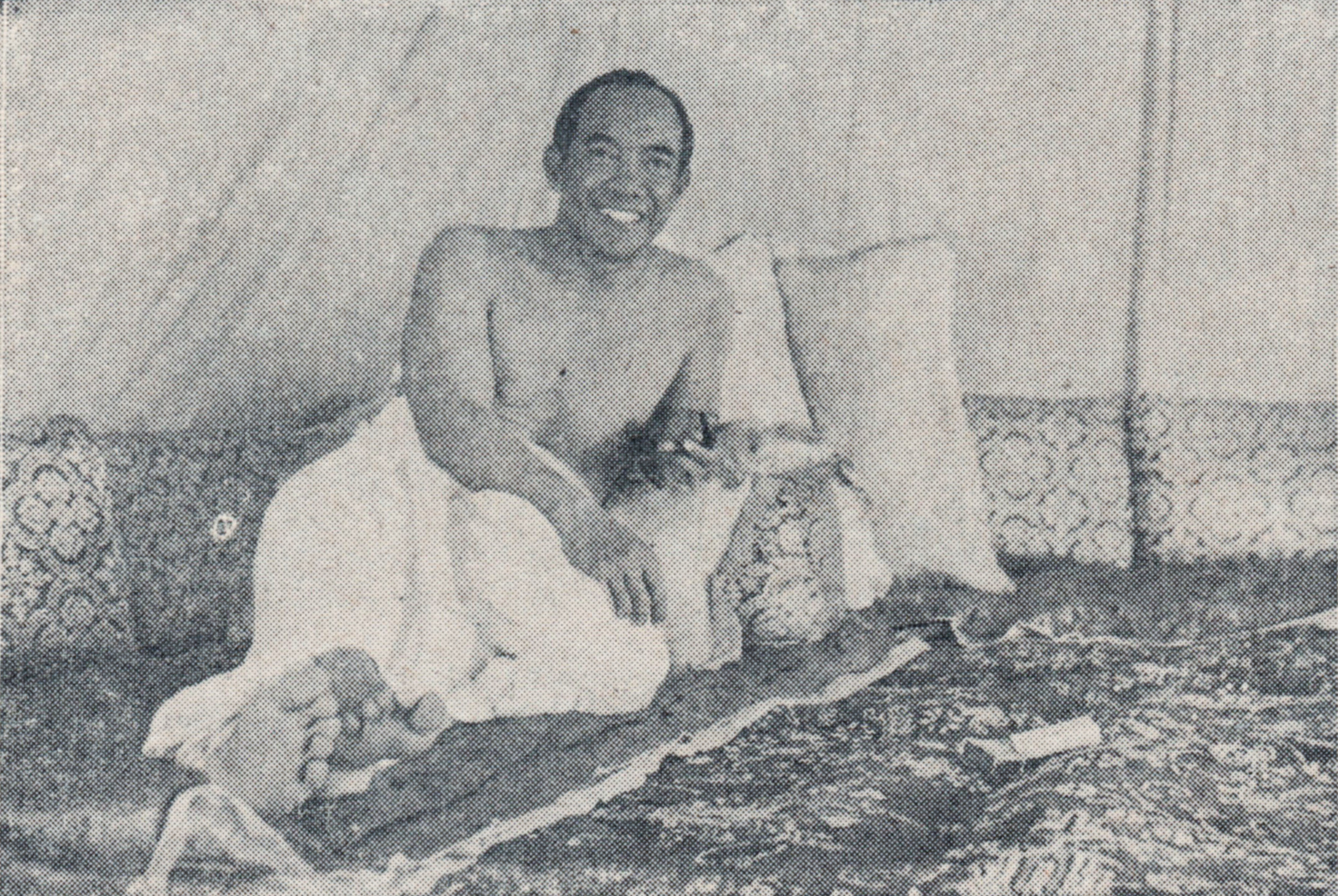
Der ehemalige indonesische Präsident Sukarno mit entblößtem Oberkörper im Zustand des Ihrāms während der Haddsch. Die meisten islamischen Gelehrten betrachten die ʿAura eines Mannes als den Teil seines Körpers zwischen seinem Bauchnabel und seinem Knie.

## ʿAura in Koran und Sunna

### Koran
Der Begriff ʿAura erscheint im Koran an drei Stellen, mit unterschiedlichen Bedeutungsnuancen. In Sure 33:13 dient er zur Beschreibung ungeschützter Wohnungen in Yathrib:

„Und als eine Gruppe von ihnen sagte: Ihr Leute von Jathrib (d.h. Medina) ! Ihr könnt nicht (hier bei der Truppe) bleiben. Kehrt (in die Stadt) zurück! Und ein Teil von ihnen bat den Propheten um Dispens mit den Worten: Unsere Häuser sind eine schwache Stelle (und stehen dem Zugriff des Feindes offen). Dabei waren sie (gar) keine schwache Stelle. Sie wollten (unter diesem Vorwand) nur fliehen.“

Nach Sure 24:58 bezeichnet ʿAura drei Geschlechtsteile von erwachsenen Muslimen. Die Koranexegese, die hier in Klammern angegeben ist, bezieht „drei“ auf drei Tageszeiten, an denen die „Geschlechtsteile“ zu sehen sein können:

„Ihr Gläubigen! Eure Sklaven (w. Was eure Rechte besitzt) und diejenigen von Euch, die noch nicht den Zustand der Pubertät erreicht haben, sollen zu drei (Tages) zeiten (w. dreimal) um Erlaubnis fragen (wenn sie zu euch hereinkommen wollen) vor dem Frühgebet, wenn ihr um die Mittagszeit eure Kleider ablegt, und nach dem Gebet am späten Abend. (Das sind) drei (Zeiten, in denen) Geschlechtsteile von euch (zu sehen sein können). Außerhalb von ihnen (w. Nach ihnen) ist es weder für euch noch für sie eine Sünde, wenn ihr (uneingeschränkt) untereinander umhergeht. So macht Gott euch die Verse (w. Zeichen) klar. Er weiß Bescheid und ist weise.“

In Sure 24:31 werden Personen (vor allem Familienangehörige) festgelegt, vor denen sich Frauen nicht verhüllen brauchen; dazu zählen auch "Kinder, die noch kein Wissen von der ʿAura der Frauen besitzen", analog zu den vorher genannten "Männern die keinen Geschlechtstrieb (mehr) haben":

„Und sag den gläubigen Frauen, sie sollen (statt jemanden anzustarren, lieber) ihre Augen niederschlagen, und sie sollen darauf achten, daß ihre Scham bedeckt ist (w. sie sollen ihre Scham bewahren) den Schmuck, den sie (am Körper) tragen, nicht offen zeigen, soweit er nicht (normalerweise) sichtbar ist, ihren Schal sich über den (vom Halsausschnitt nach vorne heruntergehenden) Schlitz (des Kleides) ziehen und den Schmuck, den sie (am Körper) tragen, niemand (w. nicht) offen zeigen, außer ihrem Mann, ihrem Vater, ihrem Schwiegervater, ihren Söhnen, ihren Stiefsöhnen, ihren Brüdern, den Söhnen ihrer Brüder und ihrer Schwestern, ihren Frauen (d.h. den Frauen, mit denen sie Umgang pflegen?) ihren Sklavinnen (w. dem, was sie (an Sklavinnen) besitzen) den männlichen Bediensteten (w. Gefolgsleuten) die keinen (Geschlechts) trieb (mehr) haben, und den Kindern, die noch nichts von weiblichen Geschlechtsteilen wissen. Und sie sollen nicht mit ihren Beinen (aneinander) schlagen und damit auf den Schmuck aufmerksam machen, den sie (durch die Kleidung) verborgen (an ihnen) tragen (w. damit man merkt, was sie von ihrem Schmuck geheimhalten). Und wendet euch allesamt (reumütig) wieder Gott zu, ihr Gläubigen! Vielleicht wird es euch (dann) wohl ergehen.“

Vor allem die letzten beiden Stellen sind essentiell für das islamische Konzept der Scham. Allerdings wird im Koran die Beschaffenheit männlicher bzw. weiblicher Geschlechtsteile nicht weiter spezifiziert.

### Sunna
In Werken der Sunna wird ʿAura verschieden verwendet. Ein Beispiel ist ein Hadith „zweifelhafter Authentizität“, der die komplette Frau als ʿAura beschreibt. Dieser Ausspruch hatte nach Mohammeds Tod (632) Einfluss auf manchen islamischen Gelehrten. Ein oft verwendeter Ausspruch verbietet Männern die ʿAura anderer Männer zu sehen und Frauen die ʿAura anderer Frauen.

## Koranexegese
Aufgrund der Unklarheiten, die der Koran aufwirft, versuchten verschiedene islamische Gelehrte in ihren Tafsīr-Werken ʿAura genauer zu bestimmen. Die hier genannten Tafsīr-Werke geben nicht die Meinung der Autoren wieder. In der klassischen Koranexegese war es vielmehr üblich, Berichte und Meinungen des islamischen Religionsstifters Mohammed und seiner Prophetengenossen zu sammeln und wiederzugeben. Die folgenden Kommentare beziehen sich – sofern nicht anders angegeben – auf Sure 24:31.

### at-Tabarī
Der Gelehrte at-Tabarī führte um 900 in seinem Tafsīr mehrere Berichte zu ʿAura auf. Beispielsweise heißt es bei ihm, dass der Betende seine ʿAura bedecken müsse. Die Frau müsse beim Gebet somit ihre Hände, ihr Gesicht und den Rest ihres Körpers bis zum Ellbogen bedecken. Ein anderer Bericht, den at-Tabarī auf ʿAbdallāh ibn ʿAbbās zurückführt, besagt, dass die ʿAura einer Frau ihr Schmuck sei. At-Tabarī spezifiziert den Schmuck als Hals- und Fußkette, Armreife, Ohrringe und das Haar einer Frau. Diese Dinge dürfe sie ausschließlich ihrem Ehemann zeigen.
Diese Interpretation ähnelt dem Standpunkt des frühchristlichen Denkers Johannes Chrysostomos (*344 oder 349; † 407). Chrysostomos war zum einen geschockt von der Armut in den Städten seiner Zeit, zum anderen wollte er sexuellen Trieben Einhalt gebieten. Eine von ihm empfohlene Maßnahme war deshalb, dass die Frau lernen müsse, weniger Schmuck zu tragen. Es gebühre sich nämlich nicht, dass sie „mit dem Preis mehrerer Mahlzeiten“ an ihren Ohren an Bettlern vorbeilaufe.

### al-Baghawī
Die ʿAura eines Mannes ist nach dem Tafsīr von al-Baghawī (gest. 1122) zwischen seinem Bauchnabel und den Knien. Dasselbe gilt auch für Frauen untereinander in Abwesenheit von Männern. Dies gilt jedoch nur unter der Prämisse, dass keine Gefahr von Fitna (sexuelle Versuchung) besteht.
Was den Oberschenkel angeht, so verweist al-Baghawī einerseits auf Mālik ibn Anas. Dieser war der Ansicht, dass der Oberschenkel nicht zur ʿAura gehört. Er begründete dies mit einem Bericht, der auf Anas ibn Mālik zurückgeführt wird. Dieser erzählte, dass er einmal, als Mohammed ein Pferd durch die Gasse von Chaibar führte, mit seinem Knie Mohammeds Oberschenkel berührte. Da zog Mohammed den Schurz von seinem Oberschenkel, so dass Anas die weiße Haut seines Oberschenkels sehen konnte.
Al-Baghawī fügt jedoch hinzu, dass andererseits die meisten Gelehrten den Oberschenkel als Teil der ʿAura sehen. Er verweist auf einen Hadith, welches durch mehrere Gewährsmänner verbürgt ist. Darin klärt Mohammed einen gewissen Maʿmar auf, dass der Oberschenkel Teil der ʿAura sei. Ein anderer Hadith lässt Mohammed sagen, dass der Oberschenkel ʿAura sei (inna al-faḫḏ ʿaura).
Hinsichtlich der ʿAura der Frau in Anwesenheit eines Mannes erklärt al-Baghawī, dass in dem Fall, dass sie frei ist und in keinem Mahram-Verhältnis zu ihm steht, ihr ganzer Körper ʿAura ist und der Mann nichts außer ihren beiden Händen und ihrem Gesicht sehen darf. Die ʿAura einer Sklavin sei dagegen die gleiche wie die eines Mannes: zwischen Bauchnabel und Knien. Dasselbe gelte auch für Personen, die in einem Mahram-Verhältnis zueinander stehen. Bei einem fremden Mann gelte für die Frau das Gleiche wie für ihn: Sie dürfe nicht seinen ʿAura-Bereich sehen. Einem Mann sei es erlaubt, den gesamten Körper seiner Frau und seiner Sklavin zu sehen, mit der er sexuell verkehren dürfe. Dies ändere sich nur, wenn er seine Sklavin an einen anderen Mann verheirate. Dann nämlich sei sie wie eine fremde Sklavin für ihn.

### al-Qurtubī
Im berühmten Werk Tafsīr al-Qurtubī des andalusischen Gelehrten al-Qurtubī ist die ʿAura der Frau als der gesamte Körper außer Hände und Gesicht spezifiziert. Die ʿAura des Mannes hingegen befinde sich zwischen Bauchnabel und Knie.

### Tafsīr al-Dschalālain
Im Tafsīr al-Dschalālain wird die ʿAura der Frau als der Teil des Körpers zwischen Bauchnabel und Knien konkretisiert.

### Ibn ʿArabī
In seinem Werk Aḥkām al-Qurʾān (deutsch: Die Vorschriften des Korans) beschäftigt sich Abū Bakr Ibn al-ʿArabī (gest. 1148) unter anderem mit Sure 7 Vers 31. Eine der Probleme, die sich für ihn aus diesem Vers ergibt, ist, ob die Menschen sich hinsichtlich der Bedeckung der Scham (Satr al-ʿAura) unterscheiden und ob die Bedeckung der Scham beim Pflichtgebet Fard (Pflicht) oder mustahabb (wünschenswert) ist. Für die Bewertung lässt er die berühmten sunnitischen Rechtsgelehrten Abū Hanīfa, asch-Schāfiʿī und Ahmad ibn Hanbal zu Wort kommen, die alle drei der Meinung sind, dass Satr al-ʿAura beim Gebet Pflicht sei. Dies sei die richtige Ansicht (aṣ-ṣaḥīḥ), denn Mohammed selbst habe Satr al-ʿAura während des Gebets vorgeschrieben.

## Sunnitische Rechtsschulen
Zwischen den vier sunnitischen Rechtsschulen besteht hinsichtlich der ʿAura der Frau in einigen Punkten ein Idschmāʿ. So zählen sie das Gesicht einer freien Frau nicht hinzu und klassifizieren die ʿAura einer Sklavin als den Bereich zwischen Bauchnabel und Knie (hinsichtlich der Brust herrscht Uneinigkeit).

### Hanafiten
Die Hanafiten sind sich zwar einig, dass Handflächen (kaffānī) und Gesicht einer freien Frau nicht zur ʿAura gehören, jedoch besteht Uneinigkeit darüber, ob der Handrücken darin eingeschlossen sind. Grund für diese Uneinigkeit war die Tatsache, dass das Wort kaff sowohl „Handfläche“ als auch „Hand“ insgesamt bedeuten kann. Diejenigen Hanafiten, die argumentieren, dass der Handrücken Teil der ʿAura sei, verweisen auf die Existenz des Begriffs ẓahr al-kaff (Handrücken). Aus diesem schlossen sie, dass kaff nur die Handflächen meint, der Handrücken dagegen Teil der ʿAura sei und somit nicht gezeigt werden dürfe.
Manche Hanafiten unterscheiden auch zwischen der ʿAura einer Frau während des Gebets und außerhalb desselben. Dies ist laut Hsu eine sehr „rare Unterscheidung“, die Gelehrte der Rechtsschulen äußerst selten trafen. Diejenigen Hanafiten, die diese Unterscheidung treffen, sind der Ansicht, dass der Fuß einer Frau nur außerhalb des Gebets zur ʿAura zähle und somit während des Gebets nicht verhüllt werden müsse. Die meisten Hanafiten zählen den Fuß einer Frau jedoch in jeder Situation zu ihrer ʿAura.
Die Stimme einer fremden Frau betrachten nicht alle Hanafiten als Teil ihrer ʿAura. Diejenigen, die sie zur ʿAura zählen, begründen dies mit einem Hadīth. Darin heißt es, dass „die Lobpreisung Gottes Sache der Männer ist, das Händeklatschen diejenige der Frauen“ (at-tasbīḥ li-riǧāl wa-t-taṣfīq li-n-nisāʾ).
Die ʿAura eines Mannes definieren die meisten Hanafiten als den Teil des Körpers zwischen Bauchnabel und Knie, während dieser Rechtsschule zu eigen ist, dass sie die Knie zur ʿAura hinzuzählen. Gleiches gilt auch für die ʿAura einer Sklavin. Einige wenige hanafitische Gelehrte jedoch betrachten die Brüste der Sklavin während des Gebets als Teil ihrer ʿAura. In einigen Fällen ist ihre ʿAura auf den Bereich des Bauches (das, was sich zwischen ihren Brüsten und ihrem Bauchnabel ist), ihren Rücken (das Pendant zu ihrem Bauch) und ihre beiden Seiten (was Bauch und Rücken verbindet) erweitert, dann nämlich, wenn bei ihr Hermaphroditismus vorliegt, sie ein Kind geboren hat, eine testamentische Verfügung (tadbīr) auf ihre Freilassung abgeschlossen wurde oder sie einen Freilassungsvertrag (mukātaba) abgeschlossen hat.
Was das Gebet angeht, so muss nach hanafitischer Lehre eine freie Frau ihre ʿAura bedecken, damit es Gültigkeit erlangt. Sollte die Kleidung verrutschen, sei dies vertretbar, sofern mehr als drei Viertel des Handrückens noch bedeckt sind. Der Busen einer Sklavin sei beim Beten zudem Teil ihrer ʿAura, auch wenn er es außerhalb des Gebets nicht sei.
Was den Mann während des Gebets angeht, so soll er seine Schulter bedecken, auch wenn sie nicht zur ʿAura gehört. Falls er sie nicht bedeckt, sei dies eine „verpönte“ (makrūh) Handlung.

### Schāfiʿiten
Die Schāfiʿiten halten sich, was die ʿAura der Frau angeht, größtenteils an asch-Schāfiʿī, der in seinem Kitāb al-Umm die ʿAura einer freien Frau als ihren gesamten Körper außer Gesicht, Handflächen und Handgelenk definierte. Hinsichtlich der Füße beschrieb asch-Schāfiʿī lediglich den Fußrücken als ʿAura. Manche Schāfiʿiten folgern daraus, dass eine freie Frau den unteren Teil ihres Fußes zeigen dürfe, andere zählen den kompletten Fuß zu ihrer ʿAura.
Hinsichtlich des Mannes halten sich die meisten Schāfiʿiten ebenfalls an asch-Schāfiʿī, der die ʿAura eines Mannes als den Teil zwischen seinen Knien und seinem Bauchnabel bezeichnete. Manche nehmen zwar auch den Bauchnabel selbst und/oder die Knie eines Mannes mit in ihre Definition der ʿAura auf, jedoch sind diese in der schāfiʿitischen Rechtsschule eine Minderheit.
Bei der Sklavin sind sich die Schāfiʿiten nicht einig. Hier gibt es zwei wichtige Standpunkte. Einerseits diejenigen, die ihren gesamten Körper außer Kopf und Arme als ʿAura definieren und in der Minderheit sind; andererseits die Mehrheit, die die „Doktrin“ der Rechtsschule vertreten und die ʿAura der Sklavin als den Teil ihres Körpers zwischen Bauchnabel und Knie definieren.
Wenn ein Gläubiger während des Gebets seine ʿAura nicht bedeckt, dann ist das Gebet nach Meinung der Schāfiʿiten ungültig. Wenn man während des Gebets merkt, dass die ʿAura nicht bedeckt ist, solle man das Gebet gleich wiederholen. Sollte der Betende dies nicht bemerken, ist es dennoch gültig. Gleiches gilt für den Fall, dass Kleidung nach dem Gebet verrutscht ist.
Die Schāfiʿiten zählen den Handrücken einer freien Frau während des Gebets nicht zu ihrer ʿAura. Hinsichtlich einer Sklavin ist ihre ʿAura beim Gebet zwischen Bauchnabel und Knie.
Wie die Hanafiten solle der Mann seine Schulter bedecken, auch wenn sie nicht zur ʿAura gehört. Falls er sie nicht bedeckt, sei dies eine „verpönte“ (makrūh) Handlung.

### Mālikiten
Auch bei den Mālikiten findet sich die Ansicht, dass Gesicht und Handflächen nicht Teil der ʿAura einer freien Frau sind, wieder. Die Besonderheit der mālikitischen Rechtsschule ist dafür die Unterscheidung zwischen „zentralem Teil der ʿAura“ (al-ʿaura al-muġallaẓa) und dem „peripheren Teil der ʿAura“ (al-ʿaura al-muḫaffafa). Der periphere Teil besteht demnach aus ihrem Busen, dem gegenüberliegenden Teil des Rückens und ihren Gliedern, zu denen ihr Kopf, ihre Hände und ihre Füße gehören. Der Rest des Körpers – außer ihrem Gesicht und ihren Handflächen, die kein Teil der ʿAura sind, – konstituiert den zentralen Teil der ʿAura.
Die ʿAura eines Mannes besteht für die Mālikiten als der Teil des Körpers, der zwischen Knie und Bauchnabel liegt – ohne eines von beiden zur ʿAura zu zählen. Die zentrale ʿAura des Mannes besteht demnach aus seinen Genitalien und der Gesäßspalte.
Was für den Mann gilt, gilt bei den Mālikiten auch für die Sklavin: ihre ʿAura ist zwischen ihrem Knie und ihrem Bauchnabel, der zentrale Teil der ʿAura ist neben ihren Genitalien im Gegensatz zum Mann allerdings ihr gesamtes Gesäß.
Beim Pflichtgebet hat die Unterscheidung zwischen dem zentralen und dem peripheren Teil der ʿAura weitreichende Folgen. Die meisten Mālikiten sind der Ansicht, dass das Bedecken der peripheren ʿAura eine persönliche Pflicht, jedoch kein Kriterium für die Gültigkeit des Gebets konstituiert. Ist dieser Teil also nicht bedeckt, ist das Gebet trotzdem gültig. Es stelle also eine Pflichtverletzung hinsichtlich der ʿAura-Verhüllung dar, mache das Gebet aber nicht ungültig. Die meisten mālikitischen Gelehrten betrachten hingegen die Bedeckung des zentralen Teils der ʿAura während des Gebets als obligatorisch (wādschib) an. Nur ein kleiner Teil der Mālikiten sieht das Gebet als gültig an, wenn die zentrale ʿAura nicht verhüllt ist. Die Mehrheit der Rechtsschule schreibt vor, dass der Gläubige bei Nicht-Bedeckung der zentralen ʿAura das Gebet wiederholen muss.
Bei den Mālikiten gilt ebenfalls, dass ein Mann seine Schultern während des Gebets bedecken soll, auch wenn sie eigentlich nicht zur ʿAura gehört. Falls er sie nicht bedeckt, stufen auch die Mālikiten es als eine „verpönte“ (makrūh) Handlung ein.

### Hanbaliten
Anders als die drei vorher genannten Schulen betrachten die Hanbaliten die Handflächen einer Frau als Teil ihrer ʿAura. Manche Hanbaliten wie Ibn Dūyān (gest. 1935) gehen sogar noch weiter und definieren den ganzen weiblichen Körper als ʿAura. Die ʿAura eines Mädchens bis zur Geschlechtsreife hingegen bestehe nur aus dem Teil ihres Körpers, der zwischen ihrem Knie und ihrem Bauchnabel liegt.
Was den Mann angeht, halten sich die Hanbaliten an die Mālikiten und die Schāfiʿiten: seine ʿAura betrachten sie als alles zwischen Knie und Bauchnabel. Im Gegensatz zu den Hanafiten zählt das Knie bei den Hanbaliten nicht zur ʿAura. Jungen zwischen sieben und zehn Jahren haben lediglich ihre Genitalien und ihren Gesäßspalte zu bedecken, alles andere zähle nicht zur ʿAura. Für Jungen ab zehn Jahren gelten dann die gleichen Vorschriften wie für einen erwachsenen Mann.
Die ʿAura einer Sklavin ist vor ihrem Besitzer dieselbe wie die eines Mannes, wenn er sie an einen anderen Mann verheiratet hat. Was die Sklavin betrifft, die ihm nicht gehört, so darf er nur den Kopf, das Gesicht, das Genick, die Hände, die Beine und die Füße von ihr sehen.
Wenn die Kleidung während des Gebets verrutscht, dann halten es die Hanbaliten wie die Hanafiten: das Gebet ist weiterhin gültig. Hinsichtlich der Schultern des Mannes sind sie sich mit ihren Vorgängern einig: auch wenn sie nicht Teil der ʿAura ist, müsse er sie beim Gebet bedecken. Unterlässt er dies, sei es makrūh.

## Moderne Positionen zu ʿAura
Die beiden Islamwissenschaftler Uriya Shavit und Ofir Winter unterscheiden in einem Artikel zu Sport im gegenwärtigen islamischen Recht zwischen zwei sunnitischen Herangehensweisen an ʿAura: Salafīya und Wasatīya. Den salafistischen Ansatz beschreiben sie als einen, der sozial tief konservativ ist und islamische Vorschriften auf alle Lebensbereiche übertragen möchte.
Die Wasatīya hingegen möchte den Muslimen laut Shavit und Winter ihr Leben so einfach wie möglich machen und sucht deshalb in allen vier Madhāhibs nach Antworten auf wichtige Fragen. Sie begründen ihre Herangehensweise mit Maslaha (deutsch: öffentliches Interesse), einem Prinzip, das al-Ghazālī entwickelte. Dieser war der Ansicht, dass alles, was Religion, Leben, Nachkommenschaft, Vernunft und Eigentum schützt, eine Rechtsprechung legitimiert und damit im Einklang mit der Scharīʿa steht. Später entwickelte Muhammad ʾAbduh das Konzept Maslaha weiter und schrieb, dass alle weltlichen Angelegenheiten anpassungsfähig seien. Durch Anwendung von Maslaha können Wasatīya-Gelehrte also auf aktuelle Bedürfnisse reagieren.

### Gleichheit der Geschlechter
Muhyī d-Dīn Ibn ʿArabī definierte die ʿAura einer Frau und eines Mannes in seinem Sufi-Werk al-Futūhāt al-Makkīya (Die mekkanischen Offenbarungen) lediglich als den Bereich „ihrer Genitalien“. Er begründet diese Interpretation mit einem Teil von Sure 7 Vers 22: „Als sie nun von dem Baum gegessen hatten, wurde ihnen ihre Scham kund, und sie begannen, Blätter (von Bäumen) des Paradieses über sich zusammenzuheften.“ Demnach habe Gott Adam und Eva dieselben Vorschriften hinsichtlich der Bedeckung ihrer Schamregionen erteilt. Beide müssten deshalb ihre Genitalien bedecken. Wenn Frauen dennoch angehalten werden, mehr von ihrem Körper zu bedecken, dann geschehe dies aus Sittsamkeit und nicht etwa, weil ihr Körper eine zu bedeckende Scham ist, so Ibn ʿArabī weiter.

### Verlobte
Laut einer Fatwā der al-Azhar darf ein Mann seine Verlobte vor der Hochzeit sehen, sofern er sie wirklich heiraten möchte. Jedoch darf der Verlobte nur das Gesicht und die Hände seiner zukünftigen Ehefrau sehen, da beide noch nicht verheiratet sind.
Der saudi-arabische Gelehrte ʿAbd al-ʿAzīz ibn Bāz sieht dies in einer Fatwā etwas lockerer. Eingangs fügt er an, dass ein Treffen zwischen Mann und Frau vor der Hochzeit keine Notwendigkeit sei, jedoch wünschenswert. Gleiches gelte für die Verschleierungspflicht der Frau. Damit der Mann sich von der Schönheit der Frau überzeugen kann, dürfe die Frau ihre Haare und Füße zeigen. So könne sich die Liebe zwischen beiden entfachen. Allerdings müsse sichergestellt sein, dass eine andere Frau, der Vater oder der Bruder der Verlobten mit anwesend sei.

### Frauen
Eine Konkretisierung der ʿAura wird bereits in der islamischen Frühgeschichte versucht. Dabei wird in der Themenbehandlung üblicherweise nach sozialem Status und Geschlecht (beider Seiten, also Frauen gegenüber nicht-nahverwandten Männern, Männer gegenüber Frauen usw.) unterschieden. Die meisten Traktate behandeln allerdings Frauen. Wichtig ist das Alter und die physische Reife einer Frau, sowie die Aktivität, die sie gerade ausführt. Der Grad der verpflichtenden Körperbedeckung variiert in allen Fällen.
Gegenüber nicht-Mahrams (ein Mahram ist eine Person des anderen Geschlechts, deren Verwandtschaftsverhältnis eine Heirat zwischen beiden ausschließt;Sure 4 Vers 23) sollte die Frau sich stets verschleiern. Eine Erleichterung gibt es nur für potenzielle Männer, die die Heirat mit der jeweiligen Frau eingehen könnten. Auch eine verheiratete Frau musste sich inklusive Haar verschleiern, da sie im Falle einer Scheidung oder Witwenschaft wieder einen Ehemann suchen könnte. Für modernere islamische Gelehrte ist die einzige Ausnahme ein männlicher Sklave, vor dem sie ihr Haar nicht verhüllen müsse.
Freien Frauen war es weiterhin verboten, ihre Brüste zu zeigen. Ob es Sklavinnen erlaubt sei, war umstritten. Die Knöchel freier Frauen sollten nach Meinung der meisten Rechtsgelehrten auch verhüllt sein, während man sich über die Füße nicht einigen konnte.
Anderen Frauen gegenüber sind die Vorschriften leichter. Muslimas müssten unter sich lediglich den Körperausschnitt von Bauchnabel bis Knie verhüllen. Was nicht-Muslimas angeht, so gibt es verschiedene Auffassungen. Der einzige, der die komplette ʿAura einer Frau sehen darf, ist ihr Ehemann.

#### Hidschāb

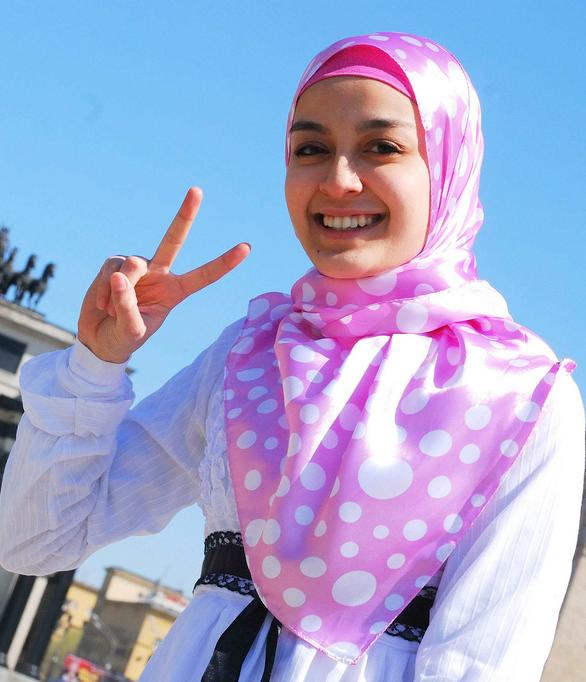
Viele gläubige Muslimas tragen den Hidschāb, da sie damit ihre ʿAura bedecken möchten.

Aisha Chaouki schreibt in ihrem Buch mit dem Titel Das Kopftuch – Unterdrückung oder Freiheit?, das beim vom Muhammad Rassoul gegründetem IB Verlag Islamische Bibliothek erschien, bezüglich der weiblichen ʿAura, dass die Frau „zweifelsfrei“ alles außer ihrem Gesicht und ihren Händen verhüllen müsse. Sie argumentiert dabei mit zwei Hadīthen. In einem sagt Mohammed, dass es einer Muslima nicht gestattet sei, ihren Arm weiter als bis zur Hälfte des Unterarms auszustrecken. Im zweiten erläutert er die Stelle „sie sollen, wenn sich etwas von ihrem Gewand herunterziehen“ aus Sure 33 Vers 59, indem „er seinen Kopf bedeckte und nur das linke Auge frei ließ“.
Die baden-württembergische Lehrerin Fereshta Ludin begründete das Tragen eines Hidschābs ebenfalls mit dem Bedecken ihrer ʿAura.
Schon vor dem Islam betrachteten die Araber das Nicht-Verhüllen der Haare einer Frau als genauso schlimm, wie wenn sich jemand nackt auszog.

#### Gesicht
Die Gesichtsverschleierung war stets Gegenstand einer Kontroverse. Einzig die mangelnde Textbasis in Koran und Sunna hierzu führte weitgehend zum Idschmāʿ, dass eine Verschleierung nicht notwendig sei. Manche Gelehrte waren jedoch der Ansicht, dass eine Gesichtsverschleierung lobenswert oder gar verpflichtend sei. Fachr ad-Dīn ar-Rāzī (gest. 1209) schrieb beispielsweise, dass eine Frau ihr Gesicht verschleiern solle, um keine sexuelle Bereitschaft zu signalisieren. Ein Mann hingegen wird ermutigt, der Frau, die er heiraten möchte, ins Gesicht zu sehen.
Einige Gelehrte betrachteten die Frage der Gesichtsverschleierung stets im Kontext mit einem fremden Mann. Sofern das Gesicht einer Frau Lust bei ihrem männlichen Gegenüber hervorruft, müsse sie ihr Gesicht nach Meinung dieser Gelehrten bedecken. Das Hervorrufen von Lust ist nicht auf das Gesicht beschränkt, sondern kann sich auch auf ihre Hände auswirken, die sie dann bedecken müsse. Verschiedene Gelehrte betonen, dass dies jedoch nichts mit der ʿAura der Frau zu tun habe, sondern mit Fitna im Sinne von sexueller Versuchung zusammenhänge.
Der andalusische Gelehrte Ibn ʿAbd al-Barr schrieb im 11. Jahrhundert beispielsweise, dass es bereits Idschmāʿ sei, dass die Frau während des Gebets und im Ihrām ihr Gesicht zeigen solle.
Der saudische Gelehrte Sālih ibn Fauzān dagegen ist der Ansicht, dass das Gesicht einer Frau ʿAura ist. Er begründet seine Auffassung damit, da dies diejenige Stelle des Körpers ist, auf die die Menschen am meisten sehen.

#### Hände
Ibn Taimīya schrieb, dass für eine Frau in Gegenwart eines nicht-Mahrams ihr gesamter Körper inklusive Gesicht und Hände als ʿAura gelte. Dementsprechend führte er aus, dass die Frau ihr Gesicht mit einem Niqāb und die Hände mit Handschuhen bedecken müsse.

#### Stimme
Einige islamische Rechtsgelehrte sind der Auffassung, dass die Stimme der Frau zu ihrer ʿAura gehört, während andere dies verneinen. Zu den Anhängern dieser These gehört die schiitische Website Darolzahra, die einen Artikel zur Stimme der Frau veröffentlichte. Hierin werden die Ansichten diverser Rechtsgelehrter zusammengefasst. Unter anderem verweisen sie auf Dschamāl ad-Dīn al-Hillī, der die Stimme einer fremden Frau als ʿAura bezeichnete. Dem widerspricht beispielsweise der irakische Ayātollāh ʿAlī as-Sistānī. Seiner Meinung nach darf ein Mann auch genussvoll der Stimme einer Fremden lauschen. Voraussetzung hierzu ist jedoch, dass er nicht in Versuchung kommt und die Frau ihre Stimme weder zart macht noch verfeinert.
Das katarische Religionsministerium schreibt in einer Fatwa, dass die Stimme der Frau selbst keine ʿAura darstellt. Jedoch empfiehlt es Frauen sich hinsichtlich Unterhaltungen in Demut zu üben, da in ihren Stimmen Versuchung liegt. Sie beziehen sich dabei auf die Ansicht des mittelalterlichen syrischen Gelehrten Ibn Muflih (gest. 1362), der schrieb, dass die Stimme einer fremden Frau keine ʿAura ist. In einer weiteren Fatwa bezieht sich das Ministerium mit dieser Auffassung auf den Idschmāʿ.

#### Sport
Salafisten unterscheiden Situationen, bei den nur muslimische Frauen Sport treiben, und solchen, bei denen auch eine nicht-muslimische anwesend ist. Wenn Muslimas unter sich sind, so müssen sie lediglich den Bereich ihres Körpers bedecken, der zwischen Bauchnabel und Knie liegt. Falls jedoch eine nicht-Muslima mit Sport macht, dann gelten schärfere Vorschriften: für diesen Fall müsse eine Muslima alles, außer Hände und Gesicht bedecken. Die Wasatīya hingegen unterscheidet nicht zwischen den Glaubensrichtungen der Frauen.

#### Epilation
Das mittlerweile verbotene Online-Portal Die wahre Religion hatte vor seiner Schließung eine Fatwā zum Thema Epilation publiziert. Darin fragt eine Muslima, ob es erlaubt sei, ihre dicken Haare unter den Achseln und im Schambereich, die sie nur schwer mit einem Rasierer entfernen könne, per Laser von einer Ärztin entfernen zu lassen. Der Autor der Fatwā verweist in seiner Antwort darauf, dass die ʿAura einer Frau gegenüber einer anderen Frau zwischen ihrem Bauchnabel und Knie sei und man diese Körperregion nur in medizinischen Notfällen entblößen dürfe. Sofern es nicht unbedingt notwendig sei, müsse dieser Teil des Körpers bedeckt bleiben.
Dieselbe Frage beschäftigte 2015 auch die schiitischen Geistlichen ʿAlī as-Sistānī, ʿAlī Chāmeneʾī und Nāser Makārem-e Schirāzī. Sie beschäftigten sich unabhängig voneinander mit der Frage der Epilation bei der Frau und inwiefern die ʿAura dafür aufgedeckt werden dürfe. As-Sistānī und Chāmeneʾī erklärten Epilation für nicht erlaubt, während Schirāzī sie unter den Achseln erlaubte.

#### Während des Gebets
Ibn Taimīya war der Ansicht, dass die Frau während des Gebets ein Kopftuch tragen müsse.
Ayātollāh Chomeinī befasste sich ebenfalls mit der ʿAura einer Muslima während des Gebets. Seine Ansicht war, dass die Frau ihren gesamten Körper mitsamt ihrem Kopf und ihren Haaren während des Gebets verhüllen müsse (Problemstellung Nr. 789). Davon befreit ist sie jedoch, wenn sie sich wäscht. Wenn sie sich sicher sein möchte, dass das, was der Islam festgelegt (wāǧeb), bedeckt ist, dann soll sie auch ihre Gesichtsenden (meqdārī az aṭrāf-e ṣurat) und ihre Arme bis etwa unter dem Handgelenk (qadrī pāyīntar az moč) bedecken.
Für beide Geschlechter bedeutet ein Nichtbedecken der jeweiligen ʿAura die Nichtigkeit des Gebets. Diejenigen Gläubigen dagegen, die diese Regeln beim Ausführen des Gebets nicht gekannt haben, müssen erneut beten (Nr. 791). Sollte der Betende während des Gebets sehen, dass seine ʿAura nicht bedeckt ist, muss er sie sofort bedecken. Würde der Prozess des Bedeckens allerdings zu lange dauern, solle man zuerst zu Ende beten und anschließend nochmal das Gebet verrichten. Wenn man erst nach dem Gebet merkt, dass die ʿAura nicht bedeckt war, dann ist das Gebet dennoch korrekt durchgeführt worden (Nr. 792).
Falls die Kleidung beim Beugen am Boden verrutscht, soll sie beim nächsten Gebet nicht wieder verwendet werden. Falls keine Kleidung in der Nähe ist, dann ist es legitim, sich mit Gras und Blättern zu bedecken. Wenn aber gar keine Bedeckung vorhanden sei, solle man das Gebet auf später verschieben (Nr. 793–797).

### Männer
Die Regeln für Männer waren und sind noch immer einfacher. Generell wird alles zwischen Bauchnabel und Knie als ʿAura definiert. Hanafiten betrachten das Knie als Teil der ʿAura, während andere Madhabs das Knie nicht mit einbeziehen. Trotz dieser Vorschriften werden Männer in klassischen Texten stets mit langem Gewand und Kopfbedeckung beschrieben.

#### Die Stimme des Mannes
Laut dem katarischen Religionsministerium ist die Stimme des Mannes ʿAura, falls sie zur Versuchung führt. Ansonsten ist sie es nicht. Besonders hervorgehoben wird, dass die Stimme des Mannes in dem Fall, dass er die Verführung von Frauen im Sinn hat, ebenfalls als ʿAura zu klassifizieren ist.

#### Fußball
Der syrisch-stämmige in Saudi-Arabien tätige Prediger Muhammad Salih al-Munajjid sieht als ein Kriterium, das Fußballspielen als erlaubt kennzeichne, das Bedecken der ʿAura an. Diese definiert er von Bauchnabel bis Knie.
In der malaiischen Provinz Kelantan dürfen Fußballspieler mit kurzen Hosen auflaufen. Abseits des Platzes gelten jedoch striktere Regeln – dort muss das Knie stets bedeckt sein.
Die somalische Al-Shabaab-Miliz erlaubt in ihren Gebieten Fußballspiele, sofern keiner der Spieler kurze Hosen trägt. Eine Hose müsse stets über das Knie reichen. Die T-Shirts müssen hingegen mindestens die Ellbogen bedecken. Wer während seines Torjubels sein T-Shirt hochzieht oder ganz auszieht, wird auf Lebenszeit vom Fußballspielen ausgeschlossen.

#### Während des Gebets
Ayātollāh Chomeinī beschrieb neben der ʿAura für die Frau beim Gebet auch diejenige eines Mannes. Was genau er mit ʿAura beim Mann meint, ist nicht ganz klar. So schreibt er, dass ein Mann im Zuge des Gebets seine ʿAura bedecken muss, es aber besser wäre, wenn er alles von Bauchnabel bis zu den Knien bedecke (Problemstellung Nr. 788).
In jedem Fall bedeute ein Nichtbedecken der jeweiligen ʿAura für beide Geschlechter die Nichtigkeit des Gebets. Diejenigen Gläubigen dagegen, die diese Regeln beim Ausführen des Gebets nicht gekannt haben, müssen erneut beten (Nr. 791). Sollte der Betende während des Gebets sehen, dass seine ʿAura nicht bedeckt ist, muss er sie sofort bedecken. Würde der Prozess des Bedeckens allerdings zu lange dauern, soll man zuerst zu Ende beten und anschließend nochmal das Gebet verrichten. Wenn man erst nach dem Gebet merkt, dass die ʿAura nicht bedeckt war, dann ist das Gebet dennoch korrekt durchgeführt worden (Nr. 792).
Falls die Kleidung beim Beugen am Boden verrutscht, soll diese Kleidung beim nächsten Gebet nicht wieder verwendet werden. Falls keine Kleidung in der Nähe ist, dann ist es legitim, sich mit Gras und Blättern zu bedecken. Wenn aber gar nichts vorhanden ist, dann solle man das Gebet auf später verschieben (Nr. 793–797).

## Gesetze zu Satr al-ʿAura
Satr al-ʿAura fand bereits Eingang in die Gesetzgebung in Aceh und Kelantan. Folgend eine Schilderung der beiden Beispiele.

### Aceh
In der indonesischen Provinz Aceh, die einen besonderen Rechtsstatus in Indonesien innehat, gilt das sogenannte Qanun (provinzspezifische Regulierungen). Das Wort ist dem Arabischen entlehnt und möchte damit den islamischen Charakter der Provinz betonen. Ein Qanun muss erst vom Parlament und dann vom jeweiligen Gouverneur Acehs ratifiziert werden. Qanun Nr. 11/2002 schreibt die Einführung des islamischen Rechts unter anderem in den Bereichen ʿAqīda und ʿIbāda vor. Darunter fällt unter anderem die Pflicht der Bekleidung der ʿAura für alle Muslime. In der Erklärung zu diesem Gesetz wird islamische Kleidung als ʿAura-bedeckend, nicht transparent und nicht körperbetont definiert. Da die meisten Frauen im Fiqh nicht gebildet sind, nimmt laut einer lokalen Frauenrechtlerin die Mehrheit der Frauen in Aceh an, dass das Bedecken der Haare und ein weites Kleid zu den islamischen Bedingungen gehört, damit die weibliche ʿAura bedeckt ist.
Das Qanun Nr. 11/2002 verbietet Frauen das Tragen von engen Hosen in der Öffentlichkeit. In öffentlichen Einrichtungen ist es für Frauen zudem verpflichtend, das Kopftuch zu tragen. Dies geschah, als die Provinzregierung öffentliche Einrichtungen zu ʿAura-bedeckten Zonen erklärte. Männer dürfen umgekehrt keine kurzen Hosen tragen. Die Website Al Jazeera postete Bilder von der Durchsetzung der Gesetze, die seit 2001 für Muslime und seit 2010 auch für Nicht-Muslime gelten. Eines zeigt einen Mann, der zehn Liegestütz machen muss, weil er eine kurze Hose trug und eine unangemessene Frisur hatte. Die Ausweitung des Gesetzes auf Nicht-Muslime, für die seit 2010 auch dieselben Kleidungsvorschriften wie für Muslime gelten, wurde von manchen islamischen Gelehrten auch kritisiert.

### Kelantan
Seit 1985 gilt in der malaiischen Provinz Kelantan der „Kelantan Sharia Criminal Code Enactment 1985“. Demnach müssen ausschließlich muslimische Männer ihre ʿAura bedecken. Wer dies nicht beachtet, erhält eine Lehrstunde in seiner Religion durch das örtliche Religionsministerium. Sollte der Betroffene dies ablehnen, kommt es zu einer Geldstrafe. Da es unter den islamischen Religionsgelehrten keinen Konsens darüber gibt, ob das Knie zur ʿAura zählt oder nicht, kann dafür auch niemand mit einer Gefängnisstrafe zur Rechenschaft gezogen werden. Ausgenommen von dieser Regelung sind Männer, die gerade auf dem Fußballfeld spielen. Abseits vom Platz gilt die Regel jedoch weiterhin. So kam es im September 2017 zu einer Kontroverse, da ein Mann auf dem Weg zu einem Fußballspiel von Angehörigen der Religionspolizei mitgenommen wurde. Lua Choon Hann, ein führendes Mitglied der Malaiisch-chinesischen Gesellschaft kritisierte dieses Vorgehen scharf. So würden junge Männer entmutigt werden, Sport zu betreiben.
Zunehmend rückten aber auch Frauen in den Fokus der Regionalregierung, die die Islamische Partei Malaysias (auch: PAS) bildet. 2015 wurde ein Gesetz, das auch Frauen betraf, auf den Weg gebracht. Darin wurde festgelegt, dass Frauen, die im Dienstleistungssektor arbeiten, fortan einen Hidschāb (tudung) tragen müssen. Explizit wiesen Regierungsmitglieder jedoch darauf hin, dass dies nicht für Frauen im öffentlichen Leben oder außerhalb ihrer Arbeitszeiten gelte. Dies stellt eine Kehrtwende im Vergleich zu den 1960er Jahren dar, als führende Religionsgelehrte in Kelantan noch der Ansicht waren, dass das Tragen des Hidschābs nicht obligatorisch („wādschib“) sei. Nach Nik Abdul Aziz Nik Hassan, einem ehemaligen Geschichtsprofessor in Malaysia, hätten konservative Elemente in den 1970ern wichtige Posten übernommen und jegliche Diskussionen über den Hidschāb verboten. Als Beweis für die Wende der PAS bei Thema Hidschāb führt er auf, dass in den 1950ern und 1960ern die Frau des Präsidenten der PAS, Dr. Burhanuddin al-Helmy, keinen Hidschāb getragen hatte. Die Frauenrechtsaktivistin Norhayati Kaprawi sieht hinter diesem Wandel den Versuch, Frauen zu kontrollieren. In ihrem Dokumentarfilm Wer bin ich? („Aku Siapa?“) zeigt sie auch Frauen, die zum Tragen des Hidschābs angehalten werden. Ihrer Meinung nach solle man hinterfragen, warum ausgerechnet der Hidschāb das Symbol des Islams sein solle.
2016 verabschiedete die PAS ein Gesetz zum Bedecken der aurat (ʿAura) ausschließlich für weibliche Bedienstete in Fast-Food-Restaurants und Supermärkten, die nachts geöffnet haben. Die US-amerikanische Kette Kentucky Fried Chicken reagierte kurz darauf mit einer internen Richtlinie und wies seine Mitarbeiterinnen im April 2016 an, fortan lange T-Shirts zu tragen. Seit 2017 gilt das Gesetz in allen Fast-Food-Restaurants des Staates. Viele Bewohner Kelantans begrüßten diesen Schritt, da sie dies einerseits als islamkonform ansehen und das Gesetz andererseits Frauen verbiete, mit enger Kleidung Männer zur Sünde zu verleiten. Es gibt jedoch auch kritische Stimmen. Zaid Ibrahim, ein ehemaliger Abgeordneter in Kentalan, sagte, dass die PAS eine „verzweifelte Partei“ sei und sie alles tun würde, um für ihre Anhänger weiterhin relevant zu erscheinen. Die PAS selbst hingegen gab bekannt, dass sie dieses Gesetz auf den Weg gebracht habe, um das eigene Image gegenüber Investoren aufzupolieren und den Tourismus zu fördern.
Im Gegensatz zu Aceh gelten die Gesetze in Kelantan lediglich für Muslime, nicht-Muslime müssen diese Kleidungsvorschriften nicht befolgen.

## ʿAura als Privatsphäre
Das Gebot zur Verhüllung der ʿAura wird in der Gegenwart von muslimischen Gelehrten aber auch im Sinne eines Gebots zur Wahrung der Privatsphäre gedeutet. So zitiert Yusuf al-Qaradawi in seinem Buch „Das Erlaubte und das Verbotene im Islam“ (al-Ḥalāl wa-l-ḥarām fī l-Islām) das überlieferte Prophetenwort: „Wenn jemand eine ʿAura verhüllt, dann ist das so (verdienstvoll), wie wenn er ein lebendig begrabenes Mädchen aus ihrem Grab erretten würde“ (Man satara ʿauratan fa-ka-annamā istaḥyā mauʾūdatan fī qabri-hā) und leitet daraus ab, dass es nicht erlaubt sei, anderen Menschen in ihren Häusern nachzuspionieren oder sie wegen unerlaubter Handlungen wie zum Beispiel Weingenuss zu denunzieren.